# Alberto Camerini
Alberto Camerini (San Paolo, 16 maggio 1951) è un cantautore e chitarrista italiano.
Dalle sonorità in chiave rock dei primi anni ottanta, è soprannominato l'arlecchino del rock italiano per la gestualità che caratterizza le sue esibizioni dal vivo, che richiamano le movenze stilizzate della maschera bergamasca, e per la diretta citazione che ne ha fatto in uno dei suoi brani di maggior successo, Rock 'n' Roll Robot, presentata a Un disco per l'estate 1981. Il tema di Arlecchino rifarà spesso capolino nel corpus artistico di Camerini (come ad esempio nel brano Serenella e nell'ampio monologo per il teatro Il Buffo alla Moda).
Tra le sue canzoni più famose e apprezzate si possono citare Bambulè (1977), Gelato metropolitano (1977), Macondo (1978), Serenella (1980), la già citata Rock 'n' Roll Robot (1981), Maccheroni elettronici (1982), Tanz bambolina (1982), Computer capriccio (1983).

## Biografia

### Gli inizi come musicista
Nato in Brasile in una famiglia italiana ebraica trasferitasi nel Paese sudamericano nel 1938 a seguito delle leggi razziali promulgate dal fascismo, a undici anni rientra in Italia (come ha raccontato nella sua canzone autobiografica Alberto).
Dopo una prima band (i Sound), formata con Roberto Colombo al Liceo Beccaria di Milano, e la successiva Dreaming Bus Blues Band (Antonello Vitale alla batteria, Pepè Gagliardi all'armonica e Alberto Tenconi al basso) con un repertorio di blues psichedelico, Alberto Camerini forma Il Pacco di cui facevano parte Donatella Bardi, Eugenio Finardi, Walter Calloni, Lucio Fabbri (futuro violinista della Premiata Forneria Marconi), Ricky Belloni (successivamente con i New Trolls), Lucio Bardi (poi con Francesco De Gregori), Pepè Gagliardi all'Hammond, Paolo Donnarumma al basso, ed Ezio Malgrati alla batteria; con questo gruppo suona al Festival di Re Nudo ed al Carta Vetrata, rock club di Bollate (noto per aver ospitato le prove di una Premiata Forneria Marconi ancora in embrione).
Contemporaneamente inizia l'attività di sessionman per la Dischi Ariston a Milano collaborando, sotto la direzione del maestro Guarnieri, con vari musicisti, il primo dei quali è Claudio Rocchi (nell'album Volo magico n. 1, 1971), allora conduttore della trasmissione radiofonica Rai Per voi giovani / Pop Off. Segue Simon Luca nel disco Per proteggere l'enorme Maria del 1971 e nel gruppo quasi omonimo (L'Enorme Maria), composto da Ricky Belloni, il bassista Massimo Villa, Eugenio Finardi, Paolo Donnarumma, Flaviano Cuffari, Donatella Bardi, Marco Ferradini e Fabio Treves. Sempre per la Ariston, come chitarrista, suona in album di Ornella Vanoni e di Gianni Magni del gruppo I Gufi; lavora con Gianni Farè e Franco Orlandini.
In quel periodo, nei corridoi dell'Ariston incontra Donatella Rettore ed i genovesi Matia Bazar e partecipa all'album dell'Equipe 84 Dr. Jekyll e Mr. Hyde del 1973. Inoltre collabora con gli Stormy Six di Franco Fabbri e Massimo Villa (L'unità); ben presto diventa uno dei chitarristi più richiesti, anche fuori dal giro della Ariston e collabora con Anna Identici, che accompagna al Festival di Sanremo del 1972 (Era bello il mio ragazzo) ed in una lunga tournée italiana, in occasione della campagna elettorale del PCI in Puglia (40 concerti - comizi) ed in Umbria per il PSI, in occasione della campagna elettorale del senatore Enrico Manca.
Proprio durante questo tour in compagnia di Gigi Belloni, fratello di Ricky, Alberto apprende il ricco repertorio italiano dei canti di lotta della classe operaia e partigiana. Successivamente, grazie a Simon Luca, accompagna Fausto Leali a Sanremo nel 1973, e in una lunga tournée; nel 1974 suona con Patty Pravo (nel disco Mai una signora e in tour in Spagna) in compagnia di Roberto Colombo, Gigi Belloni, Flaviano Cuffari ed Alberto Mompellio.
Uscito dal gruppo di Patty Pravo, Alberto Camerini inizia la sua carriera solista cantando Bob Dylan nei folk club milanesi.
Frequenta tra il 1973 ed il 1976 la redazione di Re Nudo di via Maroncelli, il festival di Re Nudo dell'Alpe del Viceré a Ballabio, il Festival di Re Nudo 1972 a Zerbo, quello del 1974 tenutosi al parco Lambro, Parco Lambro 2, il Centro Santa Marta di Milano (a cui dedicherà una canzone del suo primo album) e Il Circolo La Comune di via Vetere, dove ascolta le prove degli Area. Nella libreria del circolo incontra Gianni Muciaccia e Jo Squillo (allora nelle Kandeggina Gang). Entra in contatto con gli ambienti della sinistra extra-parlamentare universitaria milanese, dove vive l'esperienza della nascita delle prime radio private milanesi (Radio Milano Centrale - fondata da Mario Luzzatto Fegiz - e Canale 96).
Nel 1975 partecipa come chitarrista e produttore al primo album Cramps di Eugenio Finardi Non gettate alcun oggetto dai finestrini, in cui firma la musica del brano Afghanistan e la versione rock di Saluteremo il signor Padrone, canto popolare delle mondine. Partecipa al Festival di Re Nudo del Parco Lambro con un nastro di musica elettronica: lì conosce Ivan Cattaneo, Franco Battiato, Nanni Ricordi, Gianfranco Manfredi e Ricky Gianco.

### Il debutto da solista
Firmato un contratto con la Cramps di Gianni Sassi, Sergio Albergoni e Gigi Noia, pubblica il suo primo singolo nel maggio del 1976, Pane quotidiano/In giro per le strade, seguito dopo pochi mesi dal suo primo album Cenerentola e il pane quotidiano, che evidenzia sonorità rock metropolitane con influssi (in canzoni come Maracatu F.C. o la stessa Pane quotidiano) della musica brasiliana: a suonare con Alberto sono Walter Calloni alla batteria, Hugh Bullen al basso, Paolo Franchini al basso, Massimo Villa al basso, Lucio Fabbri al violino, Patrizio Fariselli alle tastiere, Antonello Vitale alla batteria, Pepè Gagliardi al piano Wurlitzer; a produrlo è chiamato Paolo Tofani, mentre il tecnico del suono è Piero Bravin.
L'anno successivo pubblica Gelato metropolitano, un album più marcatamente acustico e vicino alle sonorità brasiliane, con tematiche politiche ed ambientaliste, prodotto da Ares Tavolazzi e Giulio Capiozzo, rispettivamente bassista e batterista degli Area: compì poi col gruppo una tournée nei circoli ottobre, Palazzetti dello Sport e teatri.
Nel 1978 chiude l'esperienza Cramps con l'album Comici cosmetici lavoro di transizione - prodotto da Shel Shapiro - tra il vecchio ed il nuovo stile più marcatamente elettronico, in cui si avvertivano già le sonorità del nascente punk rock londinese ed influenze glamour, frutto dell'esperienza di Alberto nella scuola di mimo "Quelli di Grock", diretta da Maurizio Nichetti. Gira l'Italia con Sergio Pescara alla batteria, Massimo Colombo alle tastiere e Steve Texas (Stefano Tessarin) alla chitarra. Dopo la vendita della Cramps alla Philips, Camerini passa alla multinazionale CBS.

### Il successo
I suoi successi arriveranno negli anni ottanta: il passaggio all'etichetta CBS, con la direzione artistica di Fabrizio Intra e Piero La Falce e gli arrangiamenti di Roberto Colombo inaugurano un periodo fecondo. Nel 1980 viene pubblicato Alberto Camerini: il brano di punta, Skatenati, ispirato allo ska, è seguito da canzoni come Serenella, Il re di plastica ed altre ancora. Entrano nel gruppo il tastierista Giaso Cancelliere, Massimo Colombo e Roberto Stemby alla chitarra.
Sarà l'anno successivo quello della grande esplosione, con il brano dal titolo Rock'n'roll robot. Tratto da Rudy e Rita (registrato da Piero Bravin) il singolo spianerà a Camerini la strada per la vetta della classifica: da qui avranno origine l'immagine dell'Arlecchino elettronico, il trucco ''glam'', le vendite da disco d'oro, le apparizioni televisive e una ''tournée'' con Giaso Cancelliere alle tastiere, Guido Dall'Olio, Stemby, Luigi Colarullo, Fulvio Massi.
Il personaggio di Arlecchino, maschera bergamasca poi diffusasi in molti Carnevali, il linguaggio comico, le tematiche sul cibo, la mimica sul palco da rock star nello stile di David Bowie e Freddie Mercury ed il gusto delle trovate sceniche (manichini sul palco, scritte al neon) sono tutti tratti comuni ad altri artisti italiani e stranieri (Renato Zero, Rettore, Elton John, i Queen, i Kraftwerk) che Camerini porta sul palco delle sue tournée in quel periodo.
Seguono passaggi televisivi: Festivalbar, Vota la voce, Happy Circus, Popcorn, La Vela d'Oro, Festival di Sanremo, Discoring. Per il suo stile diventa insieme ad altri colleghi (Ivan Cattaneo tra tutti) esponente della musica elettronica degli anni ottanta.
Il successo viene bissato l'anno dopo con l'album Rockmantico, top ten nelle classifiche di vendita, comprensivo del singolo Tanz bambolina (1982) e di Maccheroni elettronici e Fanatico di Rock'n'roll mischiati ad una poesia del '500 di Tristano Martinelli, celebre Arlecchino Italiano. È inoltre presente un accenno di mini opera in un gruppo di tre canzoni Questo amore, C'è un giardino e Arlecchino educato dall'Amore ispirate alla omonima commedia di Marivaux, autore francese del '700, che scrisse a Parigi per la compagnia del teatro de Les Italiens.
Il 1982 vede Alberto Camerini ospite fisso nella trasmissione televisiva per ragazzi Tutti per uno, condotto da Marta Flavi. Il 1983 vede il singolo Computer capriccio che immagina un mondo futuro dominato dai computer e dai video giochi. (1983) (in classifica anche all'estero) e l'ingresso di Sergio Pescara alla batteria.

### La maturità
Nel 1984 partecipa al Festival di Sanremo con La bottega del caffè (omaggio all'amato Carlo Goldoni e al natio Brasile). Poco apprezzato dai votanti tramite schedina Totip (solo 16º posto) e motteggiato dai giornalisti: "'Beviamo il caffè", non è che Nino Manfredi lo abbia mandato a Sanremo al proprio posto?".
Dopo questo, lascia temporaneamente il mondo della canzone. Emblematica in tal senso la frase di Gigi Sabani, allora conduttore di Ok, il prezzo è giusto!: "Faranno uno sceneggiato: 'Che fine ha fatto Alberto Camerini?'".
Il nuovo LP, dopo quattro anni, fu Angeli in blue jeans, nel quale vengono abbandonate le tastiere e le drum-machines di Rockmantico.
La separazione da Roberto Colombo, che produce anche in quel periodo Miguel Bosé ed Ivan Cattaneo, è la causa della rottura tra Alberto Camerini e la CBS.
Nel 1995 Camerini riesce a realizzare un cd per la Duck Record: Dove l'arcobaleno arriva, influenzato dalla musica brasiliana, in compagnia di Massimo Colombo, Alberto Viganò, Sergio Pescara, Silvio D'Amico e Kao Dos Santos.
Tra un LP e l'altro ha frequentato l'università, ed è inoltre comparso al Teatro alla Scala come comparsa.
Nel 2001 pubblica l'album Cyberclown col gruppo punk degli Skidsoplastix, inaugurando la nascita dell'etichetta indipendente 316 records e uno stile di nuovo rock punk elettronico. Nel passaggio dalla disco music al punk rimangono però le tematiche favolistiche che avevano contraddistinto la sua naturale ispirazione.
L'esperienza di Cyberclown lo porterà nel 2005 a rinnovare la collaborazione con gli Skidsoplastix con l'uscita dell'album Kids Wanna Rock dove Camerini riesce a realizzare quelle sonorità punk americane che aveva solo sfiorato nel precedente Cyberclown. È un album molto punk, con sonorità di chitarra solamente, e rappresenta la continuità della favola techno elettronica iniziata con Cyberclown.
Nel 2004 esce una versione dance di Tanz bambolina a cura di Roby Rossini.
Nel 2007 Alberto Camerini registra insieme alla band punk rock 200 Bullets, la versione 2007 di Computer capriccio, uscita nel 2008 a quarant'anni dall'inizio della sua carriera nell'album 200 Bullets & Friends. Della nuova versione di Computer capriccio è stato anche girato in un video, in rotazione sulle principali emittenti televisive musicali.
È comparso più volte in I migliori anni di Carlo Conti.
Si è esibito con maggior frequenza in concerti live, spesso accompagnato da diverse band.
Come dichiarato dall'artista in varie interviste, studia anche musica classica, con particolare interesse per i compositori del barocco italiano Nicola Porpora e Baldassare Galuppi, e violino.

### Vita privata
Il padre lavorava nel campo della pubblicità, motivo per il quale la famiglia Camerini è tornata in Italia dal Brasile quando Alberto aveva undici anni. In adolescenza frequenta il liceo classico Cesare Beccaria di Milano, scuola della quale molti alunni sono diventati famosi musicisti. Non ha mai nascosto l'amore per gli ideali di estrema sinistra, salvo poi moderarsi in età matura. Si sposa nel 1975 con Elena Orlandi (divorzierà nel 1990, e da quell'anno vive con Silvia, la nuova compagna), alla quale dedica anche il brano Elena (contenuto nell'album Alberto Camerini). Ha due figli: Valentina (scrittrice) e Lorenzo (scrittore e giornalista). I rotocalchi televisivi in occasione del suo declino hanno parlato di "una vita sregolata fatta di successi ed eccessi" che lo portarono quindi alla separazione dalla moglie. Tuttavia l'artista, in alcune interviste degli anni duemila, ha invece parlato di problemi di salute e psicofarmaci.
È stato di ispirazione per altri noti artisti italiani contemporanei e successivi, come Morgan e i Bluvertigo, i Dari e gli Eiffel 65. Con l'amico Enrico Ruggeri eseguì una versione live più punk-rock del successo Rock 'n' roll robot del 1981. È stato quindi un punto fermo per tutti gli altri artisti italiani pop degli anni successivi essendo stato uno dei primi italiani a trasformare le sue composizioni punk e rock 'n'roll in musica elettronica EDM.
In alcune interviste ha dichiarato di aver sofferto di depressione, uno dei motivi per cui non ha proseguito la sua carriera di successo.
Camerini ha spiegato di aver voluto unire Arlecchino, la maschera della commedia dell'arte italiana, alla cultura rockabilly, il tutto rivisitato in chiave moderna con la tematica dell'alienazione elettronica della società occidentale degli anni ottanta, precisando di aver scelto questo personaggio in quanto maschera che rappresenta più fedelmente se stesso, avendo anche studiato come mimo.
Dal dicembre 2022 è testimonial ufficiale dei City Angels.

## Discografia

### Album
- 1976 – Cenerentola e il pane quotidiano
- 1977 – Gelato metropolitano
- 1978 – Comici cosmetici
- 1980 – Alberto Camerini
- 1981 – Rudy e Rita
- 1982 – Rockmantico
- 1986 – Angeli in blue jeans
- 1995 – Dove l'arcobaleno arriva
- 2001 – Cyberclown
- 2005 – Kids Wanna Rock

### Antologie
- 1980 – Gelato metropolitano
- 1995 – Arlecchino elettronico
- 1997 – Alberto Camerini Musicapiù
- 1998 – Metropolitano
- 1998 – Rockmanticollection
- 1998 – Alberto Camerini Musictime
- 2000 – Alberto Camerini Cantaitalia
- 2004 - Raccolta di successi
- 2009 - I grandi successi originali
- 2009 - Collections
- 2011 - Rock'n roll robot

### Singoli
- 1976 – Pane quotidiano/In giro per le strade
- 1977 – Gelato metropolitano/Il diavolo in corpo
- 1978 – Sciocka/Siamo tanti!
- 1980 – Sintonizzati con me/Voglio te
- 1980 – Serenella/Ska-Tenati
- 1981 – Rock 'n' roll robot/Miele
- 1982 – Tanz bambolina/Maccheroni elettronici
- 1983 – Computer capriccio/Italian Kids
- 1984 – La bottega del caffè/Pizza Break
- 1986 – Va bene così/Angelo in blue jeans (strumentale)

### Collaborazioni
- 1971 – Volo magico n. 1 - Claudio Rocchi  - chitarra 6 corde, acustica ed elettrica, e coro in Volo magico n.1 e chitarra 6 corde elettrica in Giusto Amore
- 1972 – Megh - Mario Barbaja - chitarra acustica ed elettrica in In Quella Città
- 1972 – La norma del cielo (Volo magico n. 2) - Claudio Rocchi chitarra acustica in Lascia Gesù
- 1972 – Suonate suonatori - Nino Tristano - chitarra acustica, chitarra 12 corde, mandolino e flauto
- 1972 – L'unità - Stormy Six - chitarre e flauto
- 1972 – Per proteggere l'enorme Maria - Simon Luca - chitarra acustica, chitarra 12 corde, mandolino e flauto
- 1973 – Dr. Jekyll e Mr. Hyde - Equipe 84 - chitarra elettrica in Senza Senso
- 1974 – Mai una signora - Patty Pravo - chitarra elettrica, chitarra classica, 12 corde
- 1975 – New York bazaar - Mario Barbaja - chitarre
- 1975 – Non gettate alcun oggetto dai finestrini - Eugenio Finardi - chitarra elettrica, acustica e solista, co-produzione, coautore di Afghanistan e arrangiamento in Saluteremo il signor padrone
- 1976 – Sugo - Eugenio Finardi - chitarra in Soldi e Voglio
- 1977 – Diesel - Eugenio Finardi - chitarra elettrica in Giai Phong e chitarra acustica in Non è nel cuore
- 1977 – A fuoco - Claudio Rocchi - chitarra elettrica solista in Ho girato ancora
- 1982 – Guardie e ladri - Giangilberto Monti - voce solista in Guardie da rock
- 1994 – Claudio Rocchi - Claudio Rocchi - assolo di chitarra elettrica in Tutto passa (Volo magico n.3)
- 2000 – Io ho quel che ho donato - Kristian Giorgini - voce in Fermo immagine
- 2005 – Federico Tre e il destino infausto - PAY - chitarra solista in Federico Tre e voce in Cercati
- 2008 – 200 Bullets & Friends - 200 Bullets - voce in Computer capriccio
- 2010 – Su le mani - Mitch e Squalo - voce in Punk hip hop robot
- 2021 – Discolo - SUPERFLUUUO - voce in Cromatina boy